# Karen Brunés
Karen Margrethe Brunés, nota anche con lo pseudonimo di Tom Hill (Fredensborg, 6 agosto 1893 – Fredensborg, 8 ottobre 1977), è stata una scrittrice danese.
Nata a Fredensborg, in Danimarca, figlia di un impiegato, dopo gli studi diventa impiegata dell'amministrazione postale di Copenaghen.
Nel 1928 inizia la sua carriera di scrittrice, pubblicando racconti su diverse riviste scandinave. Partecipa nel 1922 a un concorso come sceneggiatrice e vince il primo premio.
Solo a quarant'anni, sotto  lo pseudonimo maschile di Stephan Brunés, scrive i suoi primi due romanzi: Ivan (1936), ambientato nella Russia zarista, e  Mala fra finske skov (Mala nella foresta finlandese) (1943), un romanzo su un ragazzo che ha combattuto per il suo paese.
Dopo un viaggio negli Stati Uniti nel 1956, si appassiona dell'eroe popolare Davy Crockett, visto come un difensore dei nativi americani. Scrive una quindicina di libri sulla sua figura, pubblicati sotto lo pseudonimo Tom Hill.
I suoi romanzi d'avventura sono stati tradotti in decine di paesi europei. In Italia i suoi romanzi su Crockett  sono stati pubblicati da Fratelli Fabbri Editori.

## Opere
- Davy Crockett
- Davy Crockett a Baltimora
- Davy Crockett al Congresso
- Davy Crockett al lavoro
- Davy Crockett e Falco Bianco
- Davy Crockett e i Kennedy
- Davy Crockett e i predoni del fiume
- Davy Crockett e il pellirossa
- Davy Crockett in Alabama
- Davy Crockett in guerra contro i Creek
- Davy Crockett in Tennessee